# Єфимович Олег Володимирович
Олег Єфимович (нар. 4 березня 1981) — український боксер, чемпіон Європи за версією EBU у напівлегкій вазі (2008 — 2010, 2016 — 2017).

## Спортивна кар'єра

### Аматорська кар'єра
Олег Єфимович входив до складу збірної України на початку 2000-х років.
На чемпіонаті Європи з боксу 2002 програв у чвертьфіналі росіянину Раїмкулю Малахбекову, який і став чемпіоном.
На чемпіонаті світу з боксу 2003 програв у чвертьфіналі Віталію Тайберту (Німеччина).
На чемпіонаті Європи з боксу 2004 програв у 1/8 фіналу Хедафі Джелхір (Франція).

### Професіональна кар'єра
Єфимович підписав контракт з компанією Union Boxing Promotion і провів перший профібій 3 грудня 2005 року.
21 серпня 2007 року завоював титул інтерконтинентального чемпіона за версією WBO.
8 липня 2008 року у Донецьку став чемпіоном Європи, перемігши іспанця Серхіо Бланко одностайним рішенням суддів (108—119, 110—118 і 109—119) в поєдинку за вакантний титул EBU в напівлегкій вазі.
Провів чотири вдалих захиста титулу.
30 серпня 2010 року втратив титул чемпіона, програвши за очками Соф'яну Такушт (Франція).
14 січня 2011 року виграв титул інтерконтинентального чемпіона за версією WBA.
5 грудня 2015 року, перемігши іспанця Руді Енкарнасьона, Єфимович завоював вакантний титул чемпіона Європи за версією EBU.
4 листопада 2017 року в Монте-Карло, Монако відбувся бій між Олегом Єфимовичем і екс-чемпіоном світу британцем Скоттом Квіггом за статус обов'язкового претендента на пояс чемпіона світу за версією WBA. Єфимович підійшов до цього бою, маючи безпрограшну серію з 12 поєдинків, але Квігг виявився занадто сильним для українця, і бій пройшов за його переваги. В п'ятому раунді Єфимович отримав розсічення. Після чергової серії ударів Квігга в середині шостого раунду розсічення погіршилося, і рефері зупинив бій, зафіксувавши поразку Олега.
Боєм з Квіггом Єфимович завершив виступи, зайнявшись тренерською діяльністю.